# (1247) Memoria
(1247) Memoria ist ein Asteroid des Hauptgürtels, der am 30. August 1932 von der französischen Astronomin Marguerite Laugier in Ukkel entdeckt wurde.
Der Asteroid wurde nach dem lateinischen Wort für Erinnerung benannt. Die Benennung steht für die guten Erinnerungen der Entdeckerin während ihrer Zeit in Ukkel.